# Hypopyra spermatophora
Hypopyra spermatophora är en fjärilsart som beskrevs av George Francis Hampson 1913. Hypopyra spermatophora ingår i släktet Hypopyra och familjen nattflyn. Inga underarter finns listade i Catalogue of Life.